# Noegus niveomarginatus
Noegus niveomarginatus is een spinnensoort in de taxonomische indeling van de springspinnen (Salticidae).
Het dier behoort tot het geslacht Noegus. De wetenschappelijke naam van de soort werd voor het eerst geldig gepubliceerd in 1900 door Eugène Simon.